# Volcano Mountain
Volcano Mountain är ett berg i Kanada.   Det ligger i territoriet Yukon, i den västra delen av landet, 4 200 km väster om huvudstaden Ottawa. Toppen på Volcano Mountain är 1 239 meter över havet.
Terrängen runt Volcano Mountain är huvudsakligen lite kuperad. Trakten runt Volcano Mountain är nära nog obefolkad, med mindre än två invånare per kvadratkilometer.. Det finns inga samhällen i närheten.
I omgivningarna runt Volcano Mountain växer i huvudsak barrskog.